# Rogatek krótkoszyjkowy
Rogatek krótkoszyjkowy (Ceratophyllum submersum L.) – gatunek byliny należący do rodziny rogatkowatych (Ceratophyllaceae). Występuje w niemal całej Europie (z wyjątkiem północnej części), w środkowej i południowo-wschodniej Azji, w północnej i tropikalnej Afryce. W Polsce na niżu rozproszony, rzadszy od rogatka sztywnego. Rośnie w wodach stojących.

## Morfologia

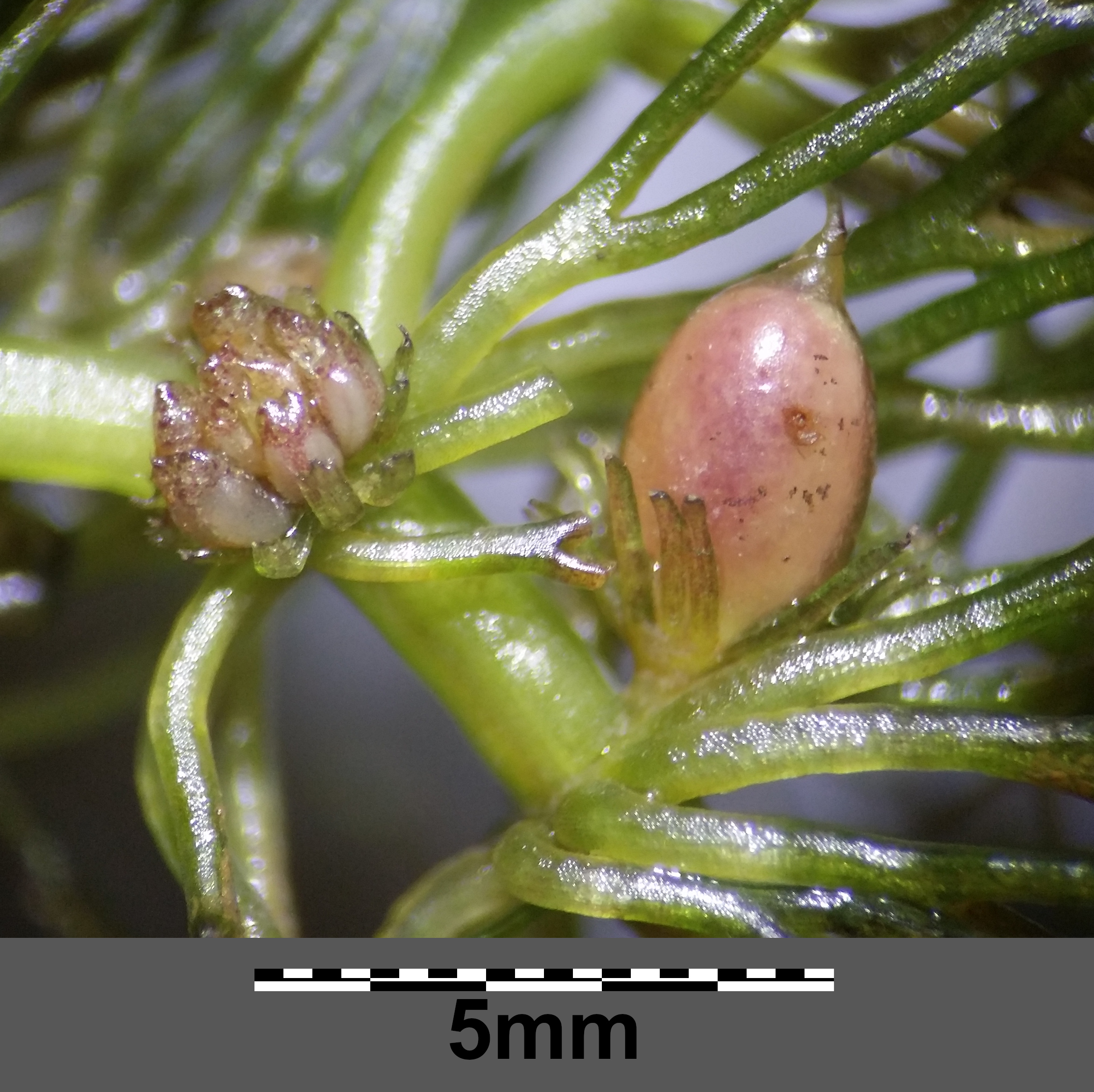
Pędy z kwiatem męskim po lewej i żeńskim po prawej

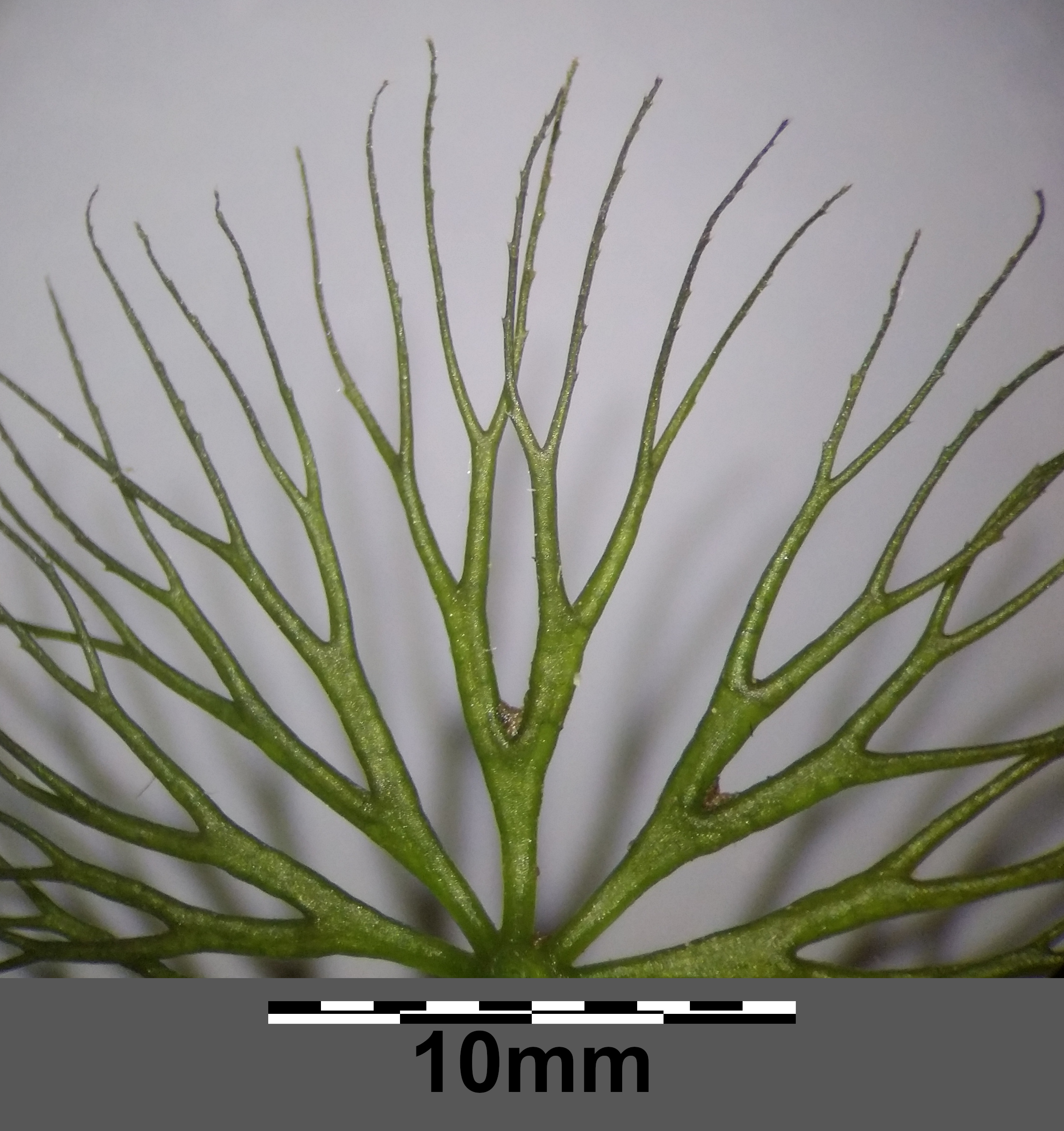
Liście z nitkowatymi odcinkami końcowymi

PokrójRoślina o długich do ok. 90 cm, rozgałęzionych i jasnozielonych pędach unoszących się w wodzie.
LiścieMiękkie, potrójnie widlastosieczne z 5–8 nitkowatymi odcinkami, na brzegu z pojedynczymi szczeciniastymi ząbkami. Wyrastają w okółkach.
KwiatyNiepozorne, pozbawione są okwiatu, cechą charakterystyczną gatunku jest krótka szyjka słupka – krótsza od owocu.
OwoceOkrągłojajowaty orzeszek pokryty drobnymi guzkami, bez skrzydełka i kolców u nasady.
Gatunki podobneInne rogatki występujące w Europie Środkowej (sztywny i skrzydełkowaty) są ciemnozielone, o sztywnych liściach 1–2 × widlastodzielnych, ich owoce poza kolcem szczytowym mają także dwa boczne u nasady.